# Чепіга бурокрила
Чепіга бурокрила (Colius striatus) — вид птахів родини чепігових (Coliidae).

## Поширення
Вид поширений у саванах Субсахарської Африки від Нігерії на схід до Еритреї та Ефіопії, а звідси на південь до ПАР.

## Опис
Птах завдовжки до 35 см. Полову цієї довжини займає хвіст. Вага — до 57 г. Оперення тьмяно-коричневого кольору. На голові є чубчик. Дзьоб короткий, але міцний. Верхня частина дзьоба чорна, нижня — рожева.